# محمد الشيخ بيد الله
محمد الشيخ بيد الله طبيب وسياسي مغربي، شغل منصب وزير الصحة بين 2002-2007 وفي سنة 2009 انتخاب أمينا عاما على حزب الأصالة والمعاصرة وتولى رئاسة مجلس المستشارين.

## مسيرته
ولد بيد الله، المنحدر من قبيلة الركيبات، بالسمارة سنة 1949، وبعد استقلال المغرب من فرنسا تلقى تعليمه الابتدائي ببويزكارن، ثم درس المرحلة الثانوية بالدارالبيضاء حيث حصل على شهادة الباكالوريا، بعدها التحق بكلية الطب بالرباط في نهاية الستينيات. ساهم في الحركة السياسية التي قادتها بعض الأطر الصحراوية التي ستؤسس فيما بعد جبهة البوليساريو الانفصالية لمقاومة الاستعمار الإسباني في الصحراء، وانسحب بعد أول لقاء تأسيسي تم في نواذيبو، ولا زال أخوه بيد الله إبراهيم المعروف بكريكاو ضمن جماعة البوليساريو.
بعد ذلك انخرط بحزب التجمع الوطني للأحرار بزعامة مؤسسه أواسط السبعينيات أحمد عصمان، ثم الحزب الوطني الديمقراطي بعد انشقاقه عن التجمع الوطني للأحرار في بداية الثمانينيات بقيادة محمد أرسلان الجديدي. انتخب سنة 1977 نائبا لمدينة السمارة بمجلس النواب وأعيد انتخابه سنة 1984. حصل على الدكتوراه في الطب سنة 1979 وبدأ العمل في نفس السنة طبيبا بمستشفى ابن رشد بالدار البيضاء، ثم رئيس مصلحة بالمؤسسة نفسها وأستاذا باحثا مبرزا في الطب الباطني سنة 1987 بكلية الطب بالدار البيضاء. ويحظى بيد الله بعضوية اللجنة الاستشارية لمنظمة الصحة العالمية في الشرق الأوسط وشمال أفريقيا. وتم انتخابه داخل المجلس رئيسا للجنة الشؤون الخارجية والتعاون والحدود والمناطق المحتلة والدفاع الوطني ثم رئيسا للجنة التجهيز والبريد والاتصالات. وتولى ملف الوحدة الترابية في الأمم المتحدة لمدة فاقت عشرين سنة ابتدأت قبل حدث المسيرة الخضراء. حيث شارك كملاحظ في عملية تحديد هوية سكان منطقة الصحراء المتنازع عليها، التي قامت بها بعثة المينورسو. وفي 20 غشت 1992، عين بيد الله عاملا لعمالة سلا بين 1992-1998 ثم واليا لجهة دكالة عبدة وعاملا على إقليم آسفي في الفترة الممتدة من 1998 إلى 2002. تم تعيينه وزيرا للصحة بين 2002-2007 بحكومة إدريس جطو. وفي 23 فبراير 2009 تم انتخاب محمد الشيخ بيد الله أمينا عاما على حزب الأصالة والمعاصرة، وتولى رئاسة مجلس المستشارين في أكتوبر 2009. وحصل بيد الله على وسام العرش من درجة ضابط وهو متزوج وأب لخمسة أبناء.